# Ultraleichtfluggelände Bredstedt

i7
i11
i13
Das Ultraleichtfluggelände Bredstedt liegt in der Stadt Bredstedt im Kreis Nordfriesland in Schleswig-Holstein. Der Platzhalter und Betreiber ist die Breezer Aircraft GmbH & Co. KG.

## Lage
Das Ultraleichtfluggelände liegt etwa 2 km nordöstlich von Bredstedt.

## Flugbetrieb
Das Ultraleichtfluggelände besitzt eine Betriebsgenehmigung für dreiachsgesteuerte Ultraleichtflugzeuge. Es ist mit einer 420 m langen und 30 m breiten Start- und Landebahn aus Gras (Richtung 01/19) ausgestattet. Es dient dem Platzinhaber zum Flugbetrieb von eigenen und von Kundenluftfahrzeugen. Darüber hinaus dient es der Ausübung von Flugsport- und Vereinsaktivitäten (nichtgewerblicher Luftverkehr) des Luftsportvereins Nordfriesland e. V. Nicht am Platz ansässige Luftfahrzeuge benötigen eine vorherige Genehmigung des Platzhalters, um in Bredstedt starten und landen zu dürfen (PPR).

## Geschichte
Das Ultraleichtfluggelände Bredstedt wurde am 17. September 2009 genehmigt.